# Acércate más
Acercate más fue una telenovela chilena producida y emitida por Canal 13 durante el segundo semestre de 1990, la cual obtuvo 25,2 puntos como media. El guionista de esta adaptación fue Walter Kliche, tomada como base de un argumento original de la teleserie brasileña Pecado rasgado de Silvio de Abreu.

## Argumento
La historia se origina a partir de la vida de cuatro grupos de personajes que poseen variados intereses. El primero de ellos tiene como punto de apoyo una lujosa joyería, la Port Grimaud, casi una réplica de la famosa Tiffany's de Nueva York, de la cual son las dueñas Estela (Liliana García) y Mercedes (María Elena Duvauchelle), ambas hermanas.
Estela, aquella fría, calculadora y de una gran personalidad, le ha dado a Aníbal (Patricio Achurra), quien es su cuñado y además, viudo, amplios poderes para administrar el próspero negocio. ¿La razón? Está enamorada de él y pretende convertirse en su esposa. Mercedes en tanto, es una mujer introvertida y psicológicamente inestable desde la muerte de su marido. Ella es en realidad la verdadera dueña de la joyería, pero le traspasó el mando a su hermana -para benéplacito de ella- debido a que su condición no le permitía administrarla apropiadamente.
A pesar de que Aníbal tiene atributos más que suficientes y se rodea de muchas admiradoras, él sabe muy bien cómo manejar esa coyuntura con Estela, e incluso accedió a que Cris (Ana María Gazmuri), su hija adolescente, viva con sus tías. Una astuta puerta de escape que permite al padre mantener su libertad e independencia.
Cris se lleva bien con su tía Mercedes, no así con Estela, con la cual tiene constantes roces debido a que Cris sospecha las verdaderas intenciones de su tía. Cris se siente muy sola, ya que apenas ve a su padre y tiene que lidiar con sus conflictos emocionales, surgidos, primero, por la separación de sus padres y luego, por la muerte de su madre; pero cuando empieza a visitar periódicamente a la psicóloga Daniela (Sandra Solimano) va dejando atrás sus conflictos y se despierta en la joven un gran afecto hacia Daniela por la ayuda que ella le brinda.
Daniela vive con su madre viuda Aída (Anita Klesky), quien ve muy preocupada el futuro amoroso tan incierto de su hija. Al principio de la historia Daniela está de viaje en Montevideo, Uruguay, al mismo tiempo que Aníbal. Ambos se conocen por casualidad y entre ellos surgirá un romance, aunque ninguno sabe el nexo que existe con Cris.
El tercer grupo lo conforman los esposos Mauricio (Edgardo Bruna) y Raquel (Liliana Ross), dueños de una agencia de turismo, quienes se relacionarán con los personajes descritos anteriormente, por sus ofertas promocionales para realizar diferentes tours y excursiones. 
Gran parte de la trama explotará en torno a él una intrigante incógnita, debido a su pasado amoroso en que se involucró con Amanda (Patricia Guzmán), una ex vedette y madre de Beatriz (Sandra O'Ryan).
La pareja tiene dos hijos, Sergio (Alex Zissis) y Gerardo (Rodrigo Bastidas). Este, para zafarse del enfermizo amor materno, se ha independizado y se va a vivir con tres amigos a un departamento, Tato (Carlos Embry) quien trabaja como mozo, Bruno (Ramón Farías) un promisorio pintor, y Rodrigo (Álvaro Rudolphy) guía turístico, con quien Cris vivirá un apasionado romance, pese a que entre ellos se interpondrá Bruno, quien también está enamorado de la joven. Los tres conforman el grupo de jóvenes de la historia junto con Cris, Beatriz y las hermanas Bettina (Catalina Guerra) y Anita (Valentina Pollarolo), hijas de Mariano (Víctor Rojas) y Alicia (Lucy Salgado), tía de Daniela. Ambas hermanas son muy cercanas y también tendrán sus propios conflictos románticos: Bettina está enamorada de Rodrigo y no se da cuenta de que el tímido Tato, se desvive por ella. Anita, a su vez, está enamorada en secreto de Tato.
Sergio, quien en un principio mantiene una relación con Daniela, termina alejándose de ella al darse cuenta de que su relación no prosperará, ya que Daniela no está enamorada de él. Luego Sergio se enamorará de Beatriz, quien en un principio también está enamorada de Rodrigo, pero poco a poco va acercándose más a Sergio. Sin embargo Amanda se opondrá terminantemente a la relación de su hija con Sergio, debido a que él es hijo de Mauricio, su amor de juventud, el cual la dejó para casarse con su actual esposa Raquel, una mujer controladora y madre posesiva.
Bruno, desengañado al estar perdiendo a Cris, se embarca en una relación con Valentina (Cristina Tocco), una millonaria uruguaya muy sofisticada pero bastante mayor que él, y que también mantuvo una relación con Aníbal.
También encontramos a Néstor, un joven ejecutivo, socio y amigo de Aníbal, quien es muy cercano a la familia de este, más termina enamorándose de Estela quien por supuesto ni lo toma en cuenta, ya que ella no cejará en sus planes de casarse con Aníbal, cueste lo que cueste. Por ello, se convertirá en el principal obstáculo para la felicidad de Daniela y de su propia sobrina, a quien odia e intentará hacer daño de todas las formas posibles, incluso, aliándose con su supuesta mejor amiga Patricia, quien en realidad le tiene una gran envidia a Cris y con quien se disputará el amor de Rodrigo.

## Reparto

### Principales
- Liliana García como Estela Costabal
- Sandra Solimano como Daniela Urzúa
- Patricio Achurra como Aníbal Lecaros
- Ana María Gazmuri como Cristin Lecaros
- Álvaro Rudolphy como Rodrigo
- Liliana Ross como Raquel Olivares
- Anita Klesky como Aída Urzúa
- Lucy Salgado como Alicia
- Alex Zisis como Sergio Montero
- Ramón Farías como Bruno
- Rodrigo Bastidas como Gerardo Montero
- Carlos Embry como Tato
- Edgardo Bruna como Mauricio Montero
- Víctor Rojas como Mariano
- María Elena Duvauchelle como Mercedes Costabal
- Patricia Guzmán como Amanda
- Sandra O'Ryan como Beatriz
- Soledad Pérez como Vera
- Verónica Moraga como Patricia
- Valentina Pollarolo como Ana
- Gloria Laso como Trinidad
- Catalina Guerra como Bettina
- Patricia Rivadeneira como Sully
- Violeta Contreras como Etelvina
- Mireya Véliz como Tita
- Gloria Barrera como Marta
- Silvia Gutiérrez como Rosa
- Carmen Barros como Delfina
- Cristina Tocco como Valentina Gallo
- Carmen Luz Figueroa como Isabel
- Cristián Campos como Néstor

### Recurrentes e invitados
- Walter Kliche como Pelayo.
- Domingo Tessier como Padre de Rodrigo y Tato.
- Sonia Mena como Madre de Rodrigo y Tato
- Juan Carlos Bistoto como Ulises
- Sandra Novoa como Recepcionista
- Juan Bennett
- Pamela Meléndez
- María Paz Vial
- Vinka Meza